# المعهد الباكستاني لاقتصاديات التنمية
المعهد الباكستاني لاقتصاديات التنمية (المعروف شعبيا باسم PIDE)، هو معهد بحوث للدراسات العليا، ومنظمة فكرية سياسية عامة تقع على مقربة من إسلام أباد في باكستان.
تأسس عام 1957 من قبل حكومة باكستان، داخل الحرم الجامعي لجامعة القائد الأعظم، ولكن لديه مجلسه الخاص من المشرفين. في عام 1964 حصل على وضع مستقل، ويُعتبر صوت مؤثر في تشكيل السياسة العامة لباكستان فيما يتعلق بقضايا متنوعة. كان المعهد منذ فترة طويلة مكانًا للمنح الدراسية لكبار الشخصيات البارزة الذين شغلوا سابقًا مناصب في الحكومة، أمثال بينظير بوتو، ومحبوب الحق، وروبرت ماندل، وشهيد علام.
منذ تسعينيات القرن الماضي، تخصصت أبحاث المعهد في البحث النظري والتجريبي في اقتصاديات التنمية بشكل عام وفي القضايا الاقتصادية المتعلقة بباكستان بشكل خاص. كما يمنح المعهد أيضًا برامج للدراسات العليا والدكتوراه في مختلف التخصصات في العلوم الاجتماعية منذ عام 2006.